# Papafi (stanice metra v Soluni)
Papafi (řecky Παπάφη) je stanice metra v Soluni. Leží na lince 1 a budované lince 2 mezi stanicemi Panepistimio a Efkleidis. Stanice se jmenuje podle přilehlé stejnojmenné ulice, která nese jméno soluňského rodáka Ioannise Papafise, podnikatele a filantropa, jehož finance hrály významnou roli při řecké válce za nezávislost a v prvních letech existence nezávislého státu. Stanice byla společně s celou linkou 1 otevřena veřejnosti 30. listopadu 2024.

## Historie
Stanice Papafi se vyskytuje už v plánech metra z 80. let 20. století pod svým současným názvem. V této stanici se měla oddělovat tehdy plánovaná větev linky 1 do čtvrti Toumba. O tomto prodloužení metra se uvažovalo ještě v roce 2011. V plánech z roku 2018 již tato trasa nicméně chybí a plány z roku 2024 počítají s tím, že lokalitu bude obsluhovat navržená linka 3. Ta se má s existujícími linkami 1 a 2 setkávat v sousední stanici Panepistimio.
Výstavbu stanice provázela celá řada problémů. Pozemek o rozloze asi 900 m², na kterém byla postavena, byl s souvislosti se stavebními pracemi vyvlastněn. Soluňský metropolita Anthimos podal proti tomuto kroku žalobu k soudu, jelikož pozemek byl původně součástí zahrady sirotčince Papafeio ve správě Metropolie Soluň. Žaloba vedla k soudní při, která skončila až u řeckého nejvyššího správního soudu. Panovala nejistota, jestli bude stanice vůbec postavena a uvažovalo se jejím kompletním zrušení, což by od metra odřízlo velké množství místních obyvatel. V dubnu 2011 se sešli zástupci firmy Attiko Metro, metropolie i města a dohodli se na řešení problému a pokračování v pracích. Dohoda zahrnovala finanční odškodnění pro sirotčinec ve výši 4 milionů eur.
V červnu 2019 bylo oznámeno, že práce na stanici pokročily do finální fáze a stanice bude hotová do konce měsíce. V listopadu 2022 byly prostory stanice na jeden den zpřístupněny veřejnosti v rámci akce „OPEN HOUSE THESSALONIKI 2022“. Návštěvníci si mohli stanici prohlédnout bezplatně bez nutnosti rezervace. Věnoval se jim prezident společnosti Attiko Metro, provedl je stanicí a odpovídal na jejich dotazy. Veřejnosti se toho dne otevřelo také depo Pylaia. O akci byl značný zájem a u mnozí návštěvníci byli pokrokem ve stavbě překvapeni.
Ke slavnostnímu otevření stanice došlo společně se zbytkem první linky 30. listopadu 2024.

## Popis stanice

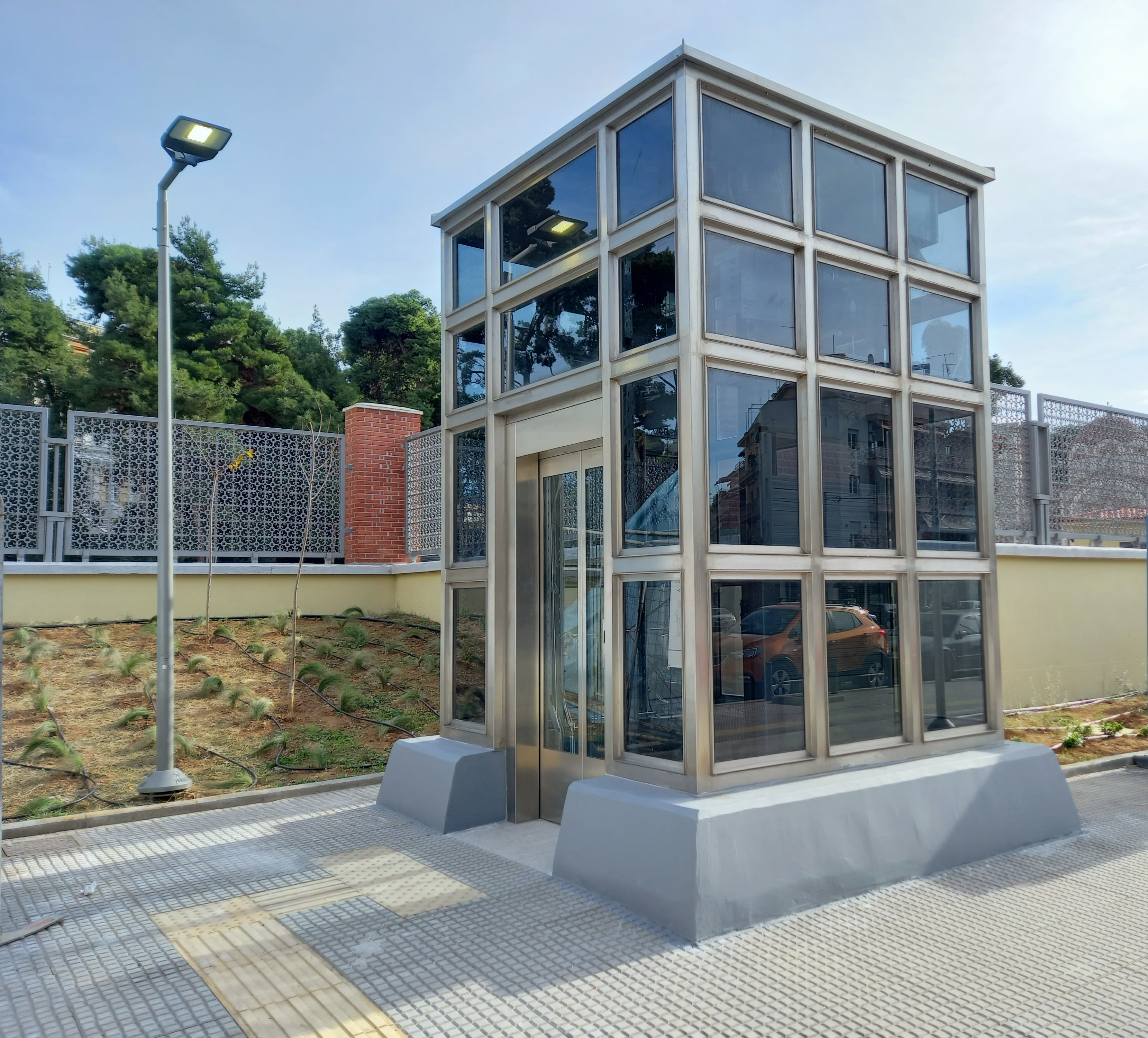
Vstup do výtahu na úrovni ulice

Stanice je podzemní a nachází se při křižovatce ulice Papafi s významnou Konstantinou Karamanli, která je pokračováním ulice Egnatia. Rozkládá se na třech patrech. Má dva hlavní vstupy vybavené eskalátory, každý na jedné straně ulice Konstantinou Karamanli, a dva nouzové východy. Vstupy jsou kryty proskleným zastřešením, které maximalizuje přístup slunečního světla do prostor stanice.
Ve stanici je jedno ostrovní nástupiště a dvě koleje v hloubce 20,5 m. Nástupiště je zabezpečeno automatickými posuvnými dveřmi. Stanice je bezbariérově přístupná. Nástupiště je přístupné po eskalátorech, po schodišti a pomocí výtahu. Architektonické řešení interiéru stanice využívá kombinaci leštěné šedé žuly, hliníkových prvků a skleněných ploch. Podlahy jsou dlážděné a žulové dlaždice jsou vybaveny zářezy, které mají pomoci s orientací znevýhodněným cestujícím.